# Mistrzostwa Polski Seniorów w Lekkoatletyce 1955
31. Mistrzostwa Polski Seniorów w Lekkoatletyce – zawody, które rozgrywane były w Łodzi na Stadionie ŁKS-u między 23 a 25 października 1955.

## Rezultaty
| NR – rekord Polski \| SB – najlepszy wynik w sezonie \| PB – rekord życiowy |

### Mężczyźni
| Konkurencja:                  | 1. miejsce                                                                      | Rezultat     | 2. miejsce                                                               | Rezultat     | 3. miejsce                                                                           | Rezultat     |
| Bieg na 100 m                 | Marian Foik CWKS Warszawa                                                       | 10,7 =SB     | Emil Kiszka Unia Krywałd                                                 | 10,8         | Zenon Baranowski Gwardia Poznań                                                      | 10,9         |
| Bieg na 200 m                 | Marian Foik CWKS Warszawa                                                       | 21,9 SB      | Zenon Baranowski Gwardia Poznań                                          | 22,2         | Janusz Jarzembowski CWKS Warszawa                                                    | 22,2         |
| Bieg na 400 m                 | Stanisław Swatowski CWKS Warszawa                                               | 48,7         | Gerard Mach CWKS Warszawa                                                | 48,9         | Edward Brabański CWKS Warszawa                                                       | 49,0 =SB     |
| Bieg na 800 m                 | Henryk Gralewski AZS Warszawa                                                   | 1:53,3 SB    | Roman Kreft CWKS Bydgoszcz                                               | 1:53,8       | Edward Majewski Start Olsztyn                                                        | 1:54,3 SB    |
| Bieg na 1500 m                | Stefan Lewandowski AZS Szczecin                                                 | 3:51,6       | Franciszek Wesołowski CWKS Bydgoszcz                                     | 3:54,8 SB    | Włodzimierz Kiełczewski CWKS Warszawa                                                | 3:55,2       |
| Bieg na 5000 m                | Zdzisław Krzyszkowiak CWKS Warszawa                                             | 14:13,6      | Kazimierz Zimny LZS Tczew                                                | 14:29,2      | Alojzy Graj CWKS Bydgoszcz                                                           | 14:29,4 SB   |
| Bieg na 10 000 m              | Jerzy Chromik Górnik Zabrze                                                     | 29:23,0 NR   | Jan Olesiński Górnik Zabrze                                              | 30:55,8 SB   | Jan Szwargot CWKS Kraków                                                             | 30:57,0 SB   |
| Maraton                       | Benedykt Gugała Kolejarz Kraków                                                 | 2:36:41,4 NR | Stefan Wojtysko Gwardia Bydgoszcz                                        | 2:36:59,0 SB | Julian Witkowski Kolejarz Stalinogród                                                | 2:39:38,8    |
| Bieg na 110 m przez płotki    | Janusz Kotliński Start Lublin                                                   | 14,8 =NR     | Edward Bugała Kolejarz Stalinogród                                       | 14,8         | Stanisław Kardaś CWKS Warszawa                                                       | 15,3         |
| Bieg na 200 m przez płotki    | Janusz Kotliński Start Lublin                                                   | 24,4 NR      | Marian Plewa Kolejarz Kraków                                             | 24,7 SB      | Bogusław Turek CWKS Warszawa                                                         | 25,1 SB      |
| Bieg na 400 m przez płotki    | Edward Bugała Kolejarz Stalinogród                                              | 53,9         | Marian Plewa Kolejarz Kraków                                             | 55,0         | Zbigniew Orywał Stal Poznań                                                          | 55,1         |
| Bieg na 3000 m z przeszkodami | Hipolit Śmierzchalski Kolejarz Gdańsk                                           | 9:11,8 SB    | Wacław Ziółkowski CWKS Bydgoszcz                                         | 9:14,8 SB    | Alojzy Graj CWKS Bydgoszcz                                                           | 9:15,0       |
| Sztafeta 4 × 100 m            | CWKS Nikodem Goździalski Marian Foik Janusz Jarzembowski Henryk Drzewiecki      | 42,8         | AZS Ludwik Dziewolski Cyryl Adamski Mieczysław Borek Wojciech Czajkowski | 42,9         | Kolejarz Zbigniew Kuśmierski Henryk Młynarczyk Janusz Ratajczak Zbigniew Janiszewski | 43,6         |
| Sztafeta 4 × 400 m            | Sparta Aleksander Puchowski Tomasz Hopfer Andrzej Kasprzycki Zbigniew Makomaski | 3:17,9       | CWKS II Gerard Mach Werner Proske Edward Brabański Stanisław Swatowski   | 3:17,9       | AZS Włodzimierz Jegorow Tadeusz Matyjek Henryk Gralewski Jerzy Kloze                 | 3:24,6       |
| Chód na 10 km                 | Jerzy Hausleber AZS Gdańsk                                                      | 46:33,0      | Franciszek Szyszka AZS Gdańsk                                            | 47:47,2      | Bogusław Nowacki Zryw Stalinogród                                                    | 49:08,6 SB   |
| Chód na 30 km                 | Jerzy Hausleber AZS Gdańsk                                                      | 2:55:26,0    | Zygmunt Matusiak CWKS Bydgoszcz                                          | 3:03:32,0    | Franciszek Szyszka AZS Gdańsk                                                        | 3:06:28,0    |
| Skok wzwyż                    | Kazimierz Fabrykowski AZS Gliwice                                               | 1,91         | Bolesław Mroczyński AZS Poznań                                           | 1,88         | Józef Cecuła Budowlani Warszawa                                                      | 1,88         |
| Skok o tyczce                 | Zbigniew Janiszewski Kolejarz Kraków                                            | 4,20         | Edward Adamczyk Gwardia Wrocław                                          | 4,20         | Andrzej Krzesiński Spójnia Gdańsk                                                    | 4,00         |
| Skok w dal                    | Zbigniew Iwański CWKS Warszawa                                                  | 7,32         | Kazimierz Kropidłowski Spójnia Gdańsk                                    | 7,26         | Henryk Grabowski Górnik Stalinogród                                                  | 7,23         |
| Trójskok                      | Zygfryd Weinberg CWKS Warszawa                                                  | 15,11        | Stanisław Kowal Spójnia Warszawa                                         | 15,05        | Ryszard Maliszewski CWKS Warszawa                                                    | 15,00 SB     |
| Pchnięcie kulą                | Tadeusz Prywer Włókniarz Łódź                                                   | 15,89        | Józef Auksztulewicz CWKS Bydgoszcz                                       | 15,59        | Tadeusz Krzyżanowski Spójnia Gdańsk                                                  | 15,31        |
| Rzut dyskiem                  | Edmund Piątkowski Włókniarz Łódź                                                | 48,49        | Tadeusz Andrzejczyk CWKS Warszawa                                        | 46,40        | Mieczysław Łomowski Gwardia Gdańsk                                                   | 45,89        |
| Rzut młotem                   | Tadeusz Rut Kolejarz Wrocław                                                    | 59,75        | Alfons Niklas CWKS Bydgoszcz                                             | 55,50        | Olgierd Ciepły Budowlani Wrocław                                                     | 54,22        |
| Rzut oszczepem                | Janusz Sidło Spójnia Warszawa                                                   | 78,42        | Andrzej Walczak Kolejarz Wrocław                                         | 73,70        | Zbigniew Radziwonowicz Spójnia Warszawa                                              | 70,40        |
| Dziesięciobój                 | Bernard Gmura Gwardia Bydgoszcz                                                 | 5364 pkt. SB | Bolesław Pachół AZS Szczecin                                             | 5305 pkt. SB | Janusz Skupny AZS Poznań                                                             | 5105 pkt. SB |

### Kobiety
| Konkurencja:              | 1. miejsce                                                        | Rezultat     | 2. miejsce                                         | Rezultat     | 3. miejsce                                                              | Rezultat     |
| Bieg na 100 m             | Maria Kusion AZS Kraków                                           | 11,9 =SB     | Halina Richter Budowlani Chorzów                   | 12,2         | Genowefa Minicka Budowlani Opole                                        | 12,4         |
| Bieg na 200 m             | Barbara Lerczak AZS Kraków                                        | 24,9         | Genowefa Minicka Budowlani Opole                   | 25,0         | Teresa Kownacka Budowlani Warszawa                                      | 26,1         |
| Bieg na 400 m             | Joanna Nowak CWKS Warszawa                                        | 59,3 SB      | Halina Gabor Włókniarz Otmęt                       | 59,5         | Zofia Walkiewicz Kolejarz Poznań                                        | 59,7         |
| Bieg na 800 m             | Bożena Pestka Spójnia Gdańsk                                      | 2:16,8       | Halina Gabor Włókniarz Otmęt                       | 2:17,6       | Zofia Walkiewicz Kolejarz Poznań                                        | 2:19,0       |
| Bieg na 80 m przez płotki | Elżbieta Bocian Budowlani Gdańsk                                  | 11,3 =SB     | Barbara Gaweł Stal Poznań                          | 11,7         | Maria Stodolna Unia Chorzów                                             | 12,1         |
| Sztafeta 4 × 100 m        | AZS Bogumiła Marciniszyn Barbara Lerczak Maria Nogaj Maria Kusion | 48,7         | Sparta Słomińska Lewicka Agnieszka Białek Malawska | 50,1         | Górnik Małgorzata Siedlaczek Czesława Mielcarek Inga Olsza Ewa Weselska | 50,1         |
| Skok wzwyż                | Róża Toman Budowlani Chorzów                                      | 1,50         | Stefania Furmaniak Budowlani Chorzów               | 1,46         | Jadwiga Białkowska AZS Poznań                                           | 1,42         |
| Skok w dal                | Maria Kusion AZS Kraków                                           | 5,92 =SB     | Elżbieta Duńska Spójnia Gdańsk                     | 5,84         | Genowefa Minicka Budowlani Opole                                        | 5,38         |
| Pchnięcie kulą            | Eugenia Rusin Gwardia Gdańsk                                      | 12,81        | Kazimiera Sobocińska CWKS Warszawa                 | 12,81 SB     | Urszula Figwer AZS Kraków                                               | 12,46        |
| Rzut dyskiem              | Helena Dmowska Start Warszawa                                     | 44,19        | Wiesława Sankowska Kolejarz Warszawa               | 42,14        | Cecylia Lorencik AZS Gdańsk                                             | 41,13 SB     |
| Rzut oszczepem            | Urszula Figwer AZS Kraków                                         | 51,18 NR     | Anna Wojtaszek Budowlani Opole                     | 49,36 SB     | Jadwiga Majka CWKS Warszawa                                             | 48,81        |
| Pięciobój                 | Maria Kusion AZS Kraków                                           | 3880 pkt. SB | Barbara Gaweł Stal Poznań                          | 3230 pkt. SB | Krystyna Aleksanderek Stal Radom                                        | 2505 pkt. SB |

## Biegi przełajowe
27. mistrzostwa Polski w biegach przełajowych rozegrano 17 kwietnia w Gorzowie Wielkopolskim. Kobiety rywalizowały na dystansie 0,8 km i 1,5 km, a mężczyźni na 3 km, na 6 km i na 12 km.

### Mężczyźni
| Konkurencja:            | 1. miejsce                         | Rezultat | 2. miejsce                 | Rezultat | 3. miejsce                        | Rezultat |
| Bieg przełajowy (3 km)  | Roman Kreft CWKS Bydgoszcz         | 6:41,7   | Kazimierz Zimny LZS Tczew  | 6:49,2   | Edward Majewski Start Olsztyn     | 6:52,5   |
| Bieg przełajowy (6 km)  | Kazimierz Żbikowski CWKS Bydgoszcz | 12:59,5  | Alojzy Graj CWKS Bydgoszcz | 13:04,8  | Mieczysław Lewicki Kolejarz Toruń | 13:45,7  |
| Bieg przełajowy (12 km) | Stanisław Ożóg CWKS Warszawa       | 26:54,1  | Jan Szwargot CWKS Kraków   | 28:06,8  | Benedykt Gugała Kolejarz Kraków   | 28:15,4  |

### Kobiety
| Konkurencja:             | 1. miejsce                           | Rezultat | 2. miejsce                    | Rezultat | 3. miejsce                     | Rezultat |
| Bieg przełajowy (0,8 km) | Michalina Wawrzynek Stal Stalinogród | 2:40,2   | Irena Nowakowska Unia Wrocław | 2:43,6   | Karolina Sroka AZS Kraków      | 2:45,0   |
| Bieg przełajowy (1,5 km) | Halina Gabor Włókniarz Otmęt         | 4:53,0   | Bożena Pestka Spójnia Gdańsk  | 4:54,2   | Irena Zarzycka Sparta Warszawa | 4:56,0   |

## Bieg godzinny, pięciobój mężczyzn i trójbój kobiet
Mistrzostwa Polski w biegu godzinnym mężczyzn, trójboju kobiet i pięcioboju mężczyzn  rozegrano 12 czerwca w Toruniu.

### Mężczyźni
| Konkurencja:  | 1. miejsce                      | Rezultat       | 2. miejsce                            | Rezultat       | 3. miejsce                       | Rezultat       |
| Bieg godzinny | Benedykt Gugała Kolejarz Kraków | 18 332,13 m NR | Józef Russek Kolejarz Ostrów Wlkp.    | 18 148,40 m SB | Jan Szwargot CWKS Kraków         | 18 013,36 m SB |
| Pięciobój     | Janusz Kowalski CWKS Bydgoszcz  | 2650 pkt. SB   | Wojciech Warchałowski Kolejarz Kraków | 2456 pkt. SB   | Marian Dobrodziej Gwardia Gdańsk | 2445 pkt.      |

### Kobiety
| Konkurencja: | 1. miejsce                       | Rezultat     | 2. miejsce                           | Rezultat     | 3. miejsce                         | Rezultat     |
| Trójbój      | Genowefa Minicka Budowlani Opole | 1700 pkt. SB | Stefania Furmaniak Budowlani Chorzów | 1385 pkt. SB | Teresa Kownacka Budowlani Warszawa | 1383 pkt. SB |